# فورت هود

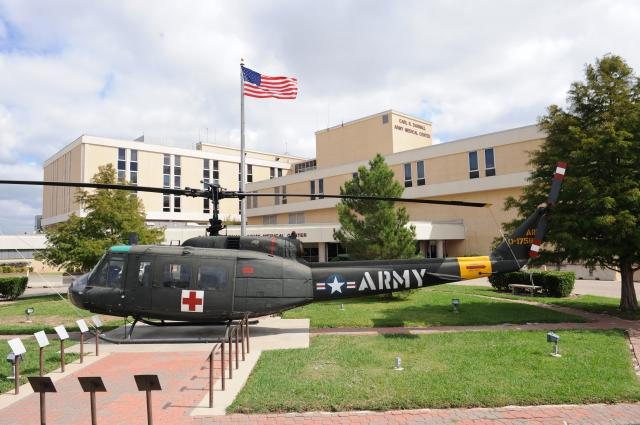

فورت هود (به انگلیسی: Fort Hood) بزرگ‌ترین پایگاه نظامی ایالات متحده آمریکا در جهان است.
این پایگاه در نزدیکی شهر کیلین واقع شده‌است و میزبان بیش از ۵۰ هزار کادر و عضو نیروهای نظامی ایالات متحده آمریکا است. پایگاه فورت هود در ۹۷ کیلومتری شهر آستین، مرکز ایالت تگزاس قرار دارد.

## حوادث
در تاریخ ۵ نوامبر ۲۰۰۹ میلادی، طی یک تیراندازی ۱۳ نفر از سربازان ارتش آمریکا کشته و ۳۰ نفر دیگر نیز زخمی شدند.
متهم اصلی انجام این تیراندازی مالک ندال حسن روان پزشک ارتش است.